# 김준영 (프로게이머)
김준영(金俊永, 1985년 12월 5일 ~ )은 대한민국의 전직 스타크래프트 프로게이머로, 아이디는 GGPlay 또는 KT.MGW)Never이다.
점잖고 넉넉한 성품과 스케일이 큰 경기 운영으로 많은 게임팬들의 사랑을 받았던 선수였으며, 대인배라는 별명으로 잘 알려져 있다.

## 약력
2004년 하반기 한빛 스타즈(현 웅진 스타즈)에 입단하며 프로게이머 생활을 시작했다.
2005년 SKY 프로리그 2005 전기리그 공동 다승왕을 차지했다. (강민(당시 KTF 매직엔스), 박지호(당시 POS), 박성준(당시 POS), 송병구(당시 삼성전자 칸), 오영종(당시 Plus와 공동 기록 보유)
2005년 10월 5일부터 2006년 11월 25일까지 프로리그 저그 대 저그전 연승 타이 기록인 9연승을 달성했다. (이제동(당시 화승 오즈), 김윤환(당시 STX SouL)과 공동 기록 보유)
2007년 여름, Daum 스타리그 2007 결승전에서 변형태(당시 CJ 엔투스)에게 두 경기를 먼저 내주고도 나머지 세 경기를 연달아 승리하며 우승을 차지했다. 이는 "스타리그에서 처음 우승한 선수의 본선 진출 횟수는 4회 미만"이라는 징크스를 깬 기록이자(5회 진출만에 우승), 스타리그 결승전 최초의 리버스 스윕이다.
2008년 3월 6일 CJ 엔투스로 전격 이적하였다. 이적 이후 오랜 기간 슬럼프에 빠졌으나, 인크루트 스타리그 2008에서 4강에 오르며 부진을 끊었다.
2008년 10월 29일, 친정팀이었던 웅진 스타즈로 다시 이적하였다. 그 이후 프로리그에서 자주 승리하는 모습을 보였으나, 2009년부터 다시 조금씩 부진한 모습을 보이고 손목 부상까지 생기며 거의 출전 기회를 상실하다시피 했다.
2009년 8월 손목 터널 증후군으로 인한 건강 악화로 은퇴의 뜻을 밝혔으며, 팀의 프로리그 09~10 시즌 첫 경기가 열린 2009년 10월 10일 용산 e스포츠 스타디움에서 은퇴식을 가졌다.
대한민국 공군 사병으로 복무한 그는 2010년 3월 8일 진주 공군교육사령부에 현역병으로 입대하여 2012년 3월 군복무를 마쳤다.

## 개인리그 도전과 우승
김준영은 데뷔 직후 온게임넷의 2004년 1차 챌린지 리그를 통해 최초로 개인리그에 등장했고, 김환중(당시 G.O, 은퇴)에게 2:0으로 패배하였다. 세 차례의 챌린지 리그 도전 끝에 2005년 CYON 듀얼토너먼트에 진출했고, 2승을 거두면서 EVER 스타리그 2005에 진출하며 최초로 메이저 무대에 자신의 이름을 올리게 되었다.
김준영의 스타리그 도전은 순탄치 않았다. EVER 스타리그 2005에선 박용욱(당시 SK 텔레콤 T1, 현 온게임넷 해설위원)과 전상욱(당시 SK 텔레콤 T1, 현 위메이드 폭스)을 꺾고 2승을 거두었음에도 불구하고 3자 재경기에서 전패하며 16강 탈락했다. 다음 대회인 So1 스타리그에서는 당대 최강의 테란 최연성(당시 SK 텔레콤 T1, 현 SK 텔레콤 T1 코치)을 이겼지만 홍진호(당시 KTF 매직엔스,은퇴)와 오영종(당시 Plus, 현 화승 오즈)에게 패배하며 역시 16강 탈락했다.
홍진호와 펼친 최고의 저그 대 저그 경기로 많은 이들에게 그 이름을 각인시켰다는 것이 작은 위안이었다. 이후 3시즌에 걸쳐 사용된 반섬맵 '815' 시리즈의 데뷔 경기였던 홍진호와 김준영의 대결은 장장 40분이 넘는 시간 동안 종래의 뮤탈리스크 저글링 위주의 단조로운 저그전 양상을 탈피한 다양한 유닛들의 각축으로 이루어졌다. 디바우러, 디파일러, 퀸, 심지어는 히드라리스크와 스탑 럴커까지 동원되는 혈투가 벌어졌고, 김준영은 초반 유리한 전개를 만들었으나 홍진호의 뒷심에 결국 패배하고 말았다. 이 경기는 역대 최장시간 저그 대 저그 경기이자, 역대 최고의 저그 대 저그 명승부로 기억되고 있으며, 비록 김준영은 이 경기에서 지긴 했으나, 이 경기로 인해 아직 신예급이었던 김준영의 이름은 많은 이들에게 알려지게 되었다.
이후 두 시즌의 공백기 이후 김준영은 신한은행 스타리그 2006 시즌 2로 개인리그에 복귀한다. 김준영은 차재욱(당시 온게임넷 스파키즈, 현 CJ 엔투스 코치), 박태민(당시 SK 텔레콤 T1, 현 온게임넷 해설위원), 변형태(당시 CJ 엔투스, 현 공군 ACE)와 24강 F조에 편성되어 2승 1패로 16강에 진출했지만, 16강에서 1년여만에 만난 오영종에게 2:1로 패배하며 16강 탈락했다. 그 다음 대회였던 신한은행 스타리그 2006 시즌 3에서도 김준영은 재경기와 와일드카드 결정전을 통해 힘겹게 16강에 진출했지만, 이성은(당시 삼성전자 칸, 현 공군 ACE)에게 2:1로 패배하며 16강 탈락했다. 훌륭한 기량을 보유하고도 번번이 16강을 넘지 못하는 김준영에게 게임팬들은 '16강 저그'라는 불명예스러운 별명을 안겨 주었다.
그러나 2006년 9월 15일 변형태와 알카노이드에서 치른 일전은 많은 게임팬들의 이목을 집중시키며 온갖 화제를 낳았다. 이 경기에서 김준영은 테란으로 트리플 커맨드를 확보한 변형태를 상대로 전 맵에 걸쳐 멀티를 가져가면서 막대한 자원 수급량을 확보했고(총 8개의 멀티 보유), 처음 택한 공격이 아드레날린 업그레이드가 완료된 저글링 드랍이었을 정도로 엄청난 배포를 보였다. 이후 공중유닛에 매우 강한 발키리, 골리앗 조합으로 진군하는 테란 병력을 소위 새떼라 불리는 뮤탈리스크 대부대로 무난히 격파하고, 전맵에서 뿜어져 나오는 울트라리스크로 상대의 본진을 싹쓸이하면서 최고의 관광 경기를 연출했다. 이 경기가 펼쳐진 16분 동안 김준영은 40000이 넘는 미네랄을 채취했을 정도로 엄청난 물량을 뽐내며 당시 최고조에 다다랐던 테란전 실력을 입증하였으며, 경기 내적인 측면에서도 대인배스러운 캐릭터를 정립하는 결정적 계기가 되는 경기였다. 또한 훗날의 다음 스타리그 2007에서의 호적수, 이후에는 팀동료로 계속 이어진 변형태와의 인연이 시작된 경기이기도 했다.
다시 16강 체제로 회귀한 Daum 스타리그 2007에서 김준영은 한동욱(당시 온게임넷 스파키즈, 은퇴), 신희승(당시 eSTRO, 영구제명), 송병구(삼성전자 칸)와 함께 D조에 편성되었다. 줄곧 16강에 머물렀던 김준영은 3승을 거두며 드디어 조 1위로 8강 진출에 성공하며 많은 이들의 예상을 무너뜨렸다. 김준영의 8강 이후 토너먼트 대진은 최고의 테란들과 연거푸 부딪치는 고난의 여정이었다. 그러나 김준영은 8강에서 당시 마재윤(당시 CJ 엔투스, 영구제명)의 몇 안 되는 대항마이자 저그전 최강자라는 평가를 받던 진영수(당시 STX SouL, 영구제명)를 2:1로 물리쳤고, 4강에서는 데뷔 직후 바로 4강에 진출하면서 최고의 실력과 기세를 뽐내던 이영호(당시 KTF 매직엔스, 현 KT 롤스터)를 상대로 3:2 역전승을 거뒀다. 결승에선 변형태와 맞붙어, 2:0 상황에서 세 경기를 연이어 따내며 스타리그 도전 다섯 번만에 첫 우승을 달성하였다.
진영수와 이영호와 펼쳤던 경기들도 한 세트 차이로 승부가 결정된 명승부였지만, 결승전에선 2:0으로 밀리고 있다가 3, 4, 5경기를 연이어 승리하면서 전용준 캐스터의 표현대로 "천재도 못하고, 본좌도 못하고, 누구도 못하고, 황제도 못했던" 리버스 스윕을 역상성 종족으로 달성하며 최고의 드라마를 완성시켰다. 특히 파이썬에서 펼쳐진 5경기는 종료 직전까지 승패의 향방을 예측할 수 없었던 명경기로, 김준영은 변형태의 바이오닉 병력에 중원을 빼앗기며 상황이 매우 좋지 않았지만 연이은 멀티 견제를 극적으로 막아내며 신들린 스콜지의 활용으로 사이언스 베슬을 지속적으로 줄여 주며 항전했고, 종국에는 가까스로 그의 트레이드마크라 할 수 있는 울트라리스크를 생산해 내는 데에 성공하며 생애 최초 우승의 감격을 누렸다. 경기 종료 후 김준영은 "2:0으로 뒤지고 있을 때 아버지의 기도하는 모습을 보고 정신을 차려 승리할 수 있었다"는 소감을 말하며 감격의 눈물을 흘렸고, 변형태는 패배를 깨끗이 인정하며 승자와 패자 모두 아낌없는 박수를 받았다. 스타리그의 10년 역사 속에서도 김준영과 변형태의 다음 스타리그 결승전은 그 스코어로나 경기 내용으로나 그 안에 얽힌 드라마로나 역대 최고의 스타리그 결승전으로 손꼽히고 있다.
이후 김준영은 우승자 징크스에 시달리며 EVER 스타리그 2007에서 1승 2패로 16강 탈락하였고, 두 시즌의 공백과 이적 이후 진출한 EVER 스타리그 2008에서도 3패로 16강 탈락하였다. 그러나 다음 대회인 인크루트 스타리그 2008에서는 2승 1패로 16강 그룹을 통과했으며, 8강에서 이영호를 상대로 2:1로 승리하는 당시로서는 이변을 연출하면서 4강에 올랐다. 4강에선 신예 정명훈(SK 텔레콤 T1)의 메카닉 전략에 무너지며 1:3으로 분패했고, 같이 결승 진출이 좌절된 도재욱(SK 텔레콤 T1)보다 대회 승률(인크루트 스타리그 16강부터 4강까지의 승률)이 낮아 4번시드를 획득하였다.
시드보유자로 참여한 바투 스타리그에서는 1승 2패로 16강 탈락, 차기 대회 36강 시드를 부여받았으며, 다음 대회인 박카스 스타리그 2009에서는 36강 2차전에서 과거 팀동료였던 한상봉(당시 CJ 엔투스, 현 SK 텔레콤 T1)에게 2:0으로 패배하였다. 이것은 그의 마지막 스타리그 참여가 되었고 이후 김준영은 은퇴를 선언하며 차기 예선에 참가하지 않았다.

## 스타크래프트1 최종 전적
|             | 경기 | 승-패   | 승률  |
| ----------- | ---- | ------- | ----- |
| 대 테란     | 156  | 83–73   | 53.2% |
| 대 저그     | 112  | 59–53   | 52.7% |
| 대 프로토스 | 115  | 72–43   | 62.6% |
| 총합        | 383  | 214–169 | 55.9% |

## 주요 기록
메이저 개인리그 우승 1회
- 2004년 제5회 커리지 매치 입상
- 2005년 EVER 스타리그 2005 16강
- 2005년 SKY 프로리그 2005 전기리그 개인전 다승왕 (공동)
- 2005년 SO1 스타리그 16강
- 2006년 신한은행 스타리그 2006 시즌2 16강
- 2006년 신한은행 스타리그 2006 시즌3 16강
- 2007년 Daum 스타리그 2007 우승 (3:2 변형태)
- 2007년 서울 국제 e스포츠 페스티벌 스타크래프트 256강전 16강
- 2007년 EVER 스타리그 2007 16강
- 2008년 곰TV 스타 인비테이셔널 16강
- 2008년 EVER 스타리그 2008 16강
- 2008년 인크루트 스타리그 2008 4강
- 2008년 곰TV TG삼보-인텔 클래식 2008 시즌2 32강
- 2008년 BATOO 스타리그 08~09 16강
- 2009년 박카스 스타리그 2009 36강

## 일화
- 김준영의 별명 '대인배'는 2005년 11월 12일 김준영이 구룡쟁패 듀얼토너먼트 2라운드 승자전 대 김근백(당시 삼성전자 칸, 은퇴) 전에서 불리한 상황에서 해처리 버그(해처리로 변태하다가 취소한 상태의 저그 드론이 소실될 경우 게임 자체가 멈춰 버리는 현상)가 발생하자 재경기가 가능한 상황에서 기꺼이 패배를 인정하는 스포츠맨십을 보여 준 것에서 유래하였다. '대인배(大人輩)'라는 용어는 당시 네티즌들의 화제가 되었던 김성모의 만화 중 등장한 '소인배'와 반대의 의미를 가진 어휘로, 본래 표준어가 아니며 '輩'라는 어미가 '소인배', '무뢰배', '폭력배' 등의 단어에서 보이듯 부정적 의미를 내포하기 때문에, 일부 사람들은 김준영을 '대인'이라고만 칭하기도 했다.
- MBC게임에서의 방송경기 중 컴퓨터 기술팀이 자신의 PC를 손보는 동안 김준영은 경기석 뒷편에 차렷 자세로 서 있었는데, 이 모습이 찍힌 사진을 계기로 그에겐 '차렷저그'라는 별명이 붙었다. 이후 이 사진은 각 커뮤니티의 짤방 소재로 자주 사용되었다.
- 과거 리그를 선도하던 저그 플레이어들의 이름을 줄여 부르는 게임팬들의 전통에 맞춰, 2006~2007 시즌 저그를 이끌었던 마재윤, 김준영, 이제동 세 선수를 일컬어 '마준동'이라 불렀다. 이전 세대에는 '조진락(조용호, 홍진호, 박경락)', '변태준(변은종, 박태민, 박성준)'이 저그 진영을 대표하는 플레이어였다.
- 김준영이 줄곧 보여준, 경기 후반 상대방이 감당할 수 없을 만큼 쏟아내는 물량을 빗대어 그의 팬을 비롯한 스타크래프트 마니아들은 '개떼 (저글링 떼)', '새떼 (뮤탈리스크 떼)', '소떼 (울트라리스크 떼)' 등의 별칭을 지었고, 미국산 쇠고기 파동 이후로는 소(울트라리스크)를 애용하는 그에게 '한우 저그', '광우병 저그'라는 별명도 붙였다.
- 김준영은 학창 시절 문학 과목에서 전교 최우수상을 수상하는 등 학업 성적도 우수한 모범생이었으나, 어려운 가정 형편으로 인해 대학에 입학할 수 없었고, 당장 돈을 벌 수 있었던 프로게이머의 길을 선택했다.
- 김준영의 플레이에 가장 큰 영향을 준 선수는 '디파일러의 아버지' 조형근(은퇴)이라고 한다. 과거 한빛 스타즈에서 김준영과 한솥밥을 먹었던 조형근은 레어 단계에 집중하던 저그 진영에 '하이브 운영'이라는 새로운 패러다임을 제시했던 선수였다. 김준영 역시 디파일러와 울트라리스크 등의 하이브 테크 유닛을 사용하는 데에 능숙했다.
- 데뷔 리그인 EVER 2005 스타리그부터 So1, 신한은행 시즌 2와 3 스타리그까지 16강에만 머물러 ‘16강 저그’라는 불명예스러운 별명이 붙은 적이 있었으나, 다음 스타리그에서 우승을 차지한 이후에는 쓰이지 않게 되었다.
- 김준영은 체리필터의 〈느껴봐〉 뮤직비디오에 노 개런티로 출연한 적이 있다. 평소 김준영의 열혈팬이었던 그룹 멤버의 추천으로 출연이 이뤄지게 되었다[3].

## 김준영의 후예
위에서 말했듯이 김준영의 플레이는 운영형, 즉 뮤탈리스크와 저글링,럴커로 최대한 테란의 시간을 끌고 그 동안에 3가스 체제를 구비한 뒤
하이브테크를 올려 디파일러와 스커지를 활용해 테란의 공세를 효과적으로 막아내고(고도의 집중력과 멀티태스킹을 요구한다.) 그 동안 축적한
자원으로 울트라리스크 다수를 뽑아내 상대를 제압하는, 일명 수비형 저그,운영형 저그를 김준영은 구현했다.
그리고 얼마 뒤, 그의 팀이었던
웅진 스타즈에서 김명운이 그의 스타일을 마치 복사해놓은 듯한 플레이를 보이고(또한 김명운은 저그의 기본 소양이라
불리는 뮤탈리스크의 컨트롤 또한 뛰어나서, 수비형 저그의 구현에 아주 탁월한 선수였다.)
김민철 또한 강력한 수비력으로 '김민철벽'이라는 별명을 얻을 만큼의 명경기를 보이며 조형근과 김준영에 이은 얼마 안남은 운영형 저그의
계보를 이었다.
이영호 또한 '이제동보다 후반 운영은 웅진저그가 더 뛰어나다.'라고 말하고 있고, KT 롤스터의 저그라인 또한 웅진저그를 롤모델로 삼고 있다.
김명운과 김민철의 이런 경기 스타일은 김준영의 스타일에서 나왔었고, 이를 두고 사람들은 이들을 '김준영의 후예'라고 부른다.

## MSL 진출 0회
온게임넷 대회인 스타리그에서는 10회나 본선에 진출하기도 했고 우승도 한 번 기록하기도 한 김준영이었지만 유독 MBC게임의 MSL에서는 인연이 없는 모습을 보였다. 순수 스타리그 우승자 선수들 중에서는 한동욱과 함께 MSL 진출 기록이 전무하다. (서바이버 리그 및 서바이버 토너먼트 진출 기록이 최고 기록)
김준영은 데뷔 이래 MSL 서바이버 토너먼트 예선 13번, MSL 서바이버 토너먼트 본선에서 5번 도전했으나 결국에는 MSL 진출에 성공하지 못하며 선수 생활을 마감했다.